# Stylidium angustifolium
Stylidium angustifolium är en tvåhjärtbladig växtart. Stylidium angustifolium ingår i släktet Stylidium och familjen Stylidiaceae.

## Underarter
Arten delas in i följande underarter:
- S. a. angustifolium
- S. a. glaucifolium